# 布达佩斯之恋
《布达佩斯之恋》（英語：Gloomy Sunday – A Song of Love and Death），或译作《忧郁的星期天》、《黑色星期天》、《狂琴难了》，是一部德国和匈牙利联合制作的爱情电影。电影设定在二战後期，原为德國盟國的匈牙利因密謀向盟軍投降而被德軍占领首都布达佩斯，通过著名乐曲《憂鬱的星期天》的创作历程，讲述了一个悲情的三角恋爱故事。

## 剧情
拉斯洛在布达佩斯经营着一家小有名气的餐厅，伊洛娜是服务员，也是拉斯洛的恋人。他们计划为餐厅招募一名钢琴师。当听到安德拉斯的演奏后，他们果断地聘用了他。然而伊洛娜和钢琴师之间产生了情愫，拉斯洛表示想尊重伊洛娜的感情，于是伊洛娜选择了安德拉斯。但伊洛娜仍然和拉斯洛保持着亲密关系。
后来一名德国商人汉斯来到了餐厅，他深深地被招牌菜肉卷所吸引。当伊洛娜的生日到来时，全餐厅的人都为她送上祝福。汉斯对伊洛娜一见倾心，表示自己的生日也是这一天，认为这是命运的安排，宣称自己要为她建成德国最大的贸易公司。但伊洛娜拒绝了他。汉斯被拒绝后投河自尽，拉斯洛及时将他救起，汉斯表示一定会报答他的。伊洛娜与安德拉斯和拉斯洛逐渐发展成三角恋，而两位男人都默许这种关系，都不希望伤害伊洛娜。安德拉斯为伊洛娜创作了钢琴曲《忧郁的星期天》，并填写了歌词。钢琴曲名声大噪，餐厅的生意也越来越红火。几年后，1944年，原为德國的盟友匈牙利因密謀與盟軍停战，使德国控制了匈牙利，身为犹太人的拉斯洛感到了危机。这时汉斯突然造访，他已经结婚，是一名党卫军少校了。汉斯表示愿意帮助拉斯洛流亡。《忧郁的星期天》流传越来越广，但却导致了许多自杀事件，安德拉斯为此十分自责。汉斯依然追求着伊洛娜，使得三人的平衡关系被打破。安德拉斯越来越厌恶汉斯，最终在后者的羞辱下吞枪自尽。拉斯洛发现自己不在汉斯救助的名单上，终于明白汉斯此行是为了除掉情敌。拉斯洛最终被送往集中营。此后由伊洛娜独自一人经营着餐厅。战后汉斯因为帮助了许多犹太人而没有获罪，成为了德国的外交官。他于八十岁生日时重返布达佩斯的餐厅，在聆听《忧郁的星期天》时突然死去。其实是伊洛娜在他的肉卷中下了毒。

## 演员
| 演员                                 | 角色                            |
| ------------------------------------ | ------------------------------- |
| 毛罗然·埃丽卡                        | 伊洛娜·瓦尔纳（Ilona Várnai）   |
| 约阿希姆·克罗尔（Joachim Król）      | 拉斯洛·萨博（László Szabó）     |
| 本·贝克尔（Ben Becker）              | 汉斯·威克（Hans Wieck）         |
| 罗尔夫·贝克尔（Rolf Becker）         | 年老的汉斯·威克（Hans Wieck）   |
| 伊尔塞·齐尔斯塔夫（Ilse Zielstorff） | 威克夫人（Mrs Wieck）           |
| 斯特凡诺·迪奥尼西（Stefano Dionisi） | 安德拉斯·阿拉迪（András Aradi） |
| 安德拉斯·巴林特（András Bálint）     | 伊洛娜的儿子（Ilona's son）     |

## 获奖列表
- 2000年巴伐利亚电影奖[7]
  - 最佳导演
  - 最佳摄影
- 2000年德国电影奖
  - 最佳编剧
  - 最佳男主角（提名）
  - 最佳故事片（提名）
- 2001年柯契拉谷电影节
  - 观众奖
- 2000年德国摄影奖
  - 最佳剪辑（提名）
- 2000年德国艺术之家电影公会电影奖
  - 最佳德国电影
- 2000年拉斯帕尔马斯电影节
  - 最佳导演
- 1999年马德普拉塔电影节
  - OCIC荣誉奖
  - 最佳影片（提名）
- 2004年卫星奖
  - 最佳外语片（提名）[9]
- 2006年香港电影金紫荆奖
  - 十大外语片[10]